# General Electric GE90
El General Electric GE90 és una família de motors d'aviació turboventiladors d'alt índex de derivació amb un empenyiment nominal que varia entre 360 i 510 kN. Entrà en servei el novembre del 1995 amb British Airways. És una de les tres opcions de motor disponibles per a les versions -200, -200ER i -300 del Boeing 777, així com l'únic motor per a les versions -200LR, -300ER i 777F. Es tracta del motor de reacció més gros i potent del món, però està previst que el seu successor GE9X, amb un turboventilador 15 cm més gros i un empenyiment de 470 kN, estigui desenvolupat a temps per ser utilitzat en el Boeing 777X a partir del 2019.
En un primer moment, el GE90 era una de les tres opcions de motor del Boeing 777. El conseller delegat de GE Aviation en aquell moment, Brian H. Rowe, estava disposat a assumir el cost d'adaptar-lo a l'Airbus A330, però Airbus, que encara no havia encara copsat que el mercat de llarg abast s'estava reorientant cap als bireactors, centrà els seus esforços en el quadrireactor A340.